# تشارلي ريتشموند (لاعب كرة قدم)
تشارلي ريتشموند (بالإنجليزية: Charlie Richmond)‏ هو لاعب كرة قدم وحكم كرة قدم ومدرب كرة قدم بريطاني، ولد في 13 مايو 1968.